# Schlyter
Schlyter, tidigare Schlytern och Schlüter (del av Hanseaten i kejserliga Hamburg), är en släkt, känd sedan 1300-talet, som härstammar ifrån Brabant men sedan flyttade till Tyskland och Danmark. Släkten inkom till Sverige från Pommern med Herman Schlüter omkring 1592, barnbarn till utgivaren av den äldsta lågtyska psalmboken - Joachim Schlüter. Släkten har haft flera framträdande personer inom konst, industri och politik. I Blekinge var medlemmar av släkten Schlyter borgmästare i Ronneby stad i omkring 100 år. När sedan Karlskrona stad grundades fanns släkten Schlyter i spetsen. 

## Personer med efternamnet Schlyter
- Andreas Schlüter (1664–1714), tysk arkitekt och skulptör, asteroiden 6350 Schlüter uppkallad efter honom
- Brita Schlyter (1915–2007), pionjär inom förskolepedagogiken och lekskolelärare på Stockholms slott
- Carl Johan Schlyter (1795–1888), rättslärd och lagutgivare
- Karl Schlyter (1879–1959), justitieminister, socialdemokrat, kusin till Johan Thyrén
- Poul Schlüter (född 1929), dansk jurist och konservativ politiker, statsminister
- Max Schlüter (1878–1945), dansk violinist och violinpedagag
- Carl Schlyter  (född 1968), opinionsbildare och tidigare miljöpartistisk politiker
- Gustav Schlyter (1885–1941), jurist och statsombudsman, verksam inom eldbegängelserörelsen
- Hans Schlyter (1910–1980), arkitekt
- Caroline Schlyter (född 1961), konstnär och designer
- Herman Schlyter (1910–1990), präst, prost honoris causa
- Karin Schlüter (född 1937), västtysk ryttare
- Ragnar Schlyter, flera personer
  - Ragnar Schlyter (skolman) (1845–1927), klassisk filolog
  - Ragnar Schlyter (ämbetsman) (1890–1954), ingenjör
- Ragnhild Schlyter (1887–1977), teckningslärare och konstnär
- Severin Schlyter (1923–2006), målare